# Sågbäcken (naturreservat, Torsby kommun)
Sågbäcken är ett naturreservat i Torsby kommun i Värmlands län.
Området är naturskyddat sedan 2013 och är 79 hektar stort. Reservatet omfattar våtmarker och i väster sluttningar. Reservatet består av gammal barrblandskog med stort inslag av tall. 